# 罗刹鸟
罗刹鸟,是中国传说中妖怪,记载于《子不语》。

## 概要
罗刹鸟由破败的墓地气息久而累积化成。其体型比灰鹤略大,钩喙巨爪像雪,目光像青磷,能变成各种形态,喜欢啄人眼为食。出于《子不语》卷 2 《罗刹鸟》。

## 参看
中国妖怪列表